# Čchü (písně)
Čchü (čínsky pchin-jinem qǔ, znaky 曲) je žánr čínské poezie. Vznikl ve 12. století z lidových písní a literárních lyrických básní cch’ jako písně určené ke zpěvu s hudebním doprovodem v dramatech ca-ťü. 
Písně čchü tvořily základ a nejdůležitější prvek ca-ťü. Ve hrách dialogy posouvaly děj a písně ho následně rozváděly, vždy zpívala pouze jedna, hlavní, postava, která v písních rekapitulovala děj a vyjevovala své myšlenky a city. V písních autoři používali jazyk blízký hovorovému (na rozdíl od literárních cch’). Psali je na melodie, které určovaly jejich rytmus a délku verše. Pro čchü bylo typické vkládání emfatických částic do veršů mimo rytmická schéma, v áriích divadelních her se mezi verše vkládaly i prozaické repliky. Čchü určená pro dramata a zpívaná sólově (san-čchü) se rozlišovala na typy siao-ling, jedna krátká píseň, a tchao-šu, série písní sjednocená tématem a tóninou. 
Žánr žil až do 20. století, jeho rozkvět připadá na 13. a 14. století, kdy skládáním čchü ve svých dramatech ca-ťü prosluli Po Pchu, Kuan Chan-čching, Ma Č’-jüan, Čchiao Ťi a další. Vedle písní cch’, popisných básní fu a písní š’ patří k hlavním typům klasické čínské poezie.